# غواصة يو-106
كانت الغواصة يو-106 واحدة من 329 غواصة خدمت في البحرية الإمبراطورية الألمانية خلال الحرب العالمية الأولى. شاركت في الحرب البحرية وفي معركة الأطلنطي الأولى. كلفت في 28 يوليو 1917، وشاركة في دورية واحدة في زمن الحرب في 2 سبتمبر 1917.